# Siemovit de Cieszyn
Siemovit de Cieszyn (polonais : Siemowit cieszyński) (né vers 1340 – mort le 25 septembre 1391) est un prince polonais membre de la maison Piast de la lignée du duché de Cieszyn.

## Biographie
Siemovit ou Siemowit est le 5e fils du duc Casimir Ier de Cieszyn, et de son épouse Euphémia, fille du duc  Trojden Ier de Czersk-Mazovie.
Comme plusieurs des enfants de Casimir Ier, Siemovit est destiné à la cléricature dès son jeune âge, comme ses sœurs Jolanta-Hélène et Elisabeth, et deux de ses frères Bolesław et Jean. La principale raison qui pousse  Casimir Ier à faire entrer dans les ordres trois de ses cinq fils et de prévenir une future partition du petit duché de Cieszyn entre eux après sa mort. Par ailleurs le duc de Cieszyn, comme loyal vassal du royaume de Bohême peut espérer pour ses fils l'obtention de dignités et de bénéfices ecclésiastiques avantageux.
Siemovit devient donc chevalier de l'ordre de Saint-Jean de Jérusalem, et il est  successivement nommé komturem, c'est-à-dire commandeur d'Oleśnica près d'Oława à partir de 1360, puis prieur de Pologne, Bohême, Moravie, Autriche, Styrie et du duché de Carinthie à partir de 1372 et gouverneur et trésorier de l'Ordre en Allemagne à partir de 1384. Le lieu d'inhumation de Siemowit est inconnu.

## Sources
- (en) Cet article est partiellement ou en totalité issu de l’article de Wikipédia en anglais intitulé « Siemowit of Cieszyn » (voir la liste des auteurs), édition du 5 septembre 2014.
- (de) Europaïsche Stammtafeln Vittorio Klostermann, Gmbh, Francfort-sur-le-Main, 2004  (ISBN 3465032926),  Die Herzoge von Auschwitz †1495/97, von Zator †1513 und von Tost †1464 sowie die Herzoge von Teschen 1315-1625 resp. 1653  des Stammes der Piasten  Volume III Tafel 16.